# بلسکی (شهرستان کارماسکالینسکی، باشقیرستان)
بلسکی (انگلیسی: Belsky, Karmaskalinsky District, Republic of Bashkortostan) یک شهرک در شهرستان کارماسکالینسکی استان باشقیرستان کشور روسیه است.